# Апостольский нунций в Исландии
Апостольский нунций в Республике Исландия — дипломатический представитель Святого Престола в Исландии. Данный дипломатический пост занимает церковно-дипломатический представитель Ватикана в ранге посла. Апостольская нунциатура в Исландии была учреждена на постоянной основе 8 октября 1976 года.
В настоящее время Апостольским нунцием в Исландии является архиепископ Юлий Мюрат, назначенный Папой Франциском 9 ноября 2022 года.

## История
Апостольская делегатура в Скандинавии была учреждена 1 марта 1960 года, бреве Apostolici muneris папы римского Иоанна XXIII. Её юрисдикция распространялась в отношении следующих стран Северной Европы: Исландия, Швеция, Норвегия, Финляндия и Дания. Резиденцией апостольской делегатуры был Копенгаген — столица Дании.
Апостольская нунциатура в Исландии была учреждена 8 октября 1976 года, бреве Quandoquidem Nullum папы римского Павла VI. Однако апостольский нунций не имеет официальной резиденции в Исландии, в его столице Рейкьявике и является апостольским нунцием по совместительству, эпизодически навещая страну. Резиденцией апостольского нунция в Исландии является Стокгольм — столица Швеции.

## Апостольские нунции в Исландии
- Йосип Жабкар — (8 октября 1976 — 27 октября 1981, в отставке);
- Луиджи Беллотти — (2 октября 1982 — октябрь 1985, в отставке);
- Анри Леметр — (31 октября 1985 — 28 марта 1992 — назначен апостольским нунцием в Нидерландах);
- Джованни Чейрано — (20 августа 1992 — 27 февраля 1999, в отставке);
- Пьеро Биджо — (27 февраля 1999 — 16 октября 2004, в отставке);
- Джованни Тонуччи — (16 октября 2004 — 18 октября 2007 — назначен архиепископом-прелатом Лорето);
- Эмиль-Поль Шерриг — (26 января 2008 — 5 января 2012 — назначен апостольским нунцием в Аргентине);
- Хенрик Юзеф Новацкий — (28 июня 2012 — 6 апреля 2017, в отставке);
- Джеймс Патрик Грин — (6 апреля 2017 — 30 апреля 2022, в отставке);
- Юлий Мюрат — (9 ноября 2022 — по настоящее время).